# Cogo (ort)
Cogo är en ort i Ekvatorialguinea. Den ligger i den sydvästra delen av landet, 300 km söder om huvudstaden Malabo. Cogo ligger 4 meter över havet och antalet invånare är 4 607.
Terrängen runt Cogo är platt. Havet är nära Cogo söderut. Runt Cogo är det glesbefolkat, med 19 invånare per kvadratkilometer. Det finns inga andra samhällen i närheten. 